# Cadoneghe
Cadoneghe est une commune italienne de la province de Padoue, dans la région Vénétie.

## Administration

### Hameaux
Mejaniga, Bragni, Bagnoli.

### Communes limitrophes
Campodarsego, Padoue, Vigodarzere, Vigonza.